# Otto Bernert

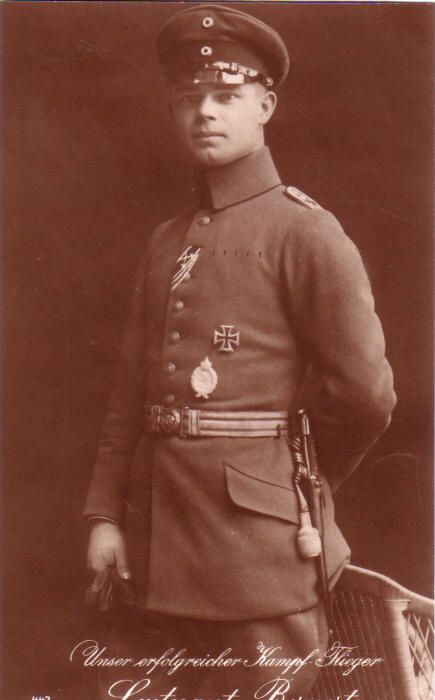
Otto Bernert, 1916

Fritz Otto Bernert (* 6. März 1893 in Ratibor; † 18. Oktober 1918 ebenda) war ein deutscher Offizier, zuletzt bei der Fliegertruppe, der 27 bestätigte Abschüsse im Ersten Weltkrieg erzielte.

## Leben
Otto Bernert wurde als Sohn des Oberbürgermeisters August Bernert in Ratibor in Oberschlesien geboren. Nach dem Abitur schlug Bernert die Offizierslaufbahn ein. Ernennung zum Leutnant am 1. August 1912 beim 9. Lothringischen Infanterie-Regiment Nr. 173.
Bei Kriegsausbruch war er Zug- und Kompanieführer an der Westfront. Nach mehreren Verletzungen war er für die Infanterie feldunfähig, worauf er sich zur Ausbildung als Flugbeobachter meldete. Im Januar 1916 erfolgte die Ausbildung zum Flugzeugführer in den Flugschulen Halberstadt und Hannover. Im  Einsitzerflieger unternahm er zunächst Aufklärungs- und Erkundungsflüge. Vom 9. Juni bis zum 18. August 1917 führte er die Jagdstaffel 2, danach bis April 1917 die Jagdstaffel 6 und errang in dieser Zeit 19 Abschüsse. Der Pour le Mérite wurde ihm am 23. April 1917 verliehen. Mitte 1917 errang er seinen 27. Abschuss und wurde zum Oberleutnant befördert.
Durch eine Notlandung schwer verletzt, kam er zur Genesung nach Deutschland. Am 18. Oktober 1918 verstarb er an einer Lungenentzündung im Krankenhaus Ratibor. Bernert wurde in seiner Heimatstadt beerdigt.

## Auszeichnungen
- Preußisches Militär-Flugzeugführer-Abzeichen
- Eisernes Kreuz (1914) II. und I. Klasse
- Ritterkreuz des Königlichen Hausordens von Hohenzollern mit Schwertern
- Pour le Mérite am 23. April 1917